# Jacques Hillairet
Jacques Hillairet (občanským jménem Auguste-André Coussillan, 31. července 1886 Commentry – 15. dubna 1984, Paříž) byl francouzský voják a historik, který se specializoval na dějiny Paříže. K jeho nejvýznamnějším dílům patří Connaissance du vieux Paris a Dictionnaire historique des rues de Paris. V roce 1990 byla na jeho počest pojmenována ulice Rue Jacques-Hillairet ve 12. obvodu poblíž jeho bývalého bydliště.

## Životopis
Jeho otec byl poštmistr v Paříži a také Auguste-André se stal zaměstnancem pošty. V roce 1910 byl zaměstnán na telefonní ústředně na Rue de Grenelle, takže na začátku první světové války byl mobilizován jako telefonista. V armádě zůstal i po válce. V letech 1924 až 1926 působil jako učitel na vojenské jezdecké škole v Saumuru. Poté byl přidělen na ministerstvo války a poté mezi lety 1930 a 1938 do Libanonu (tehdy pod francouzským mandátem) na ministerstvo spojů. Na začátku druhé světové války byl mobilizován jako plukovník. V zimě 1940 byl jako válečný zajatec poslán do Slezska. V roce 1941 byl propuštěn a odešel z armády. Poté žil v Marseille.
Po osvobození Francie se přestěhoval do Paříže. Začal se zajímat o dějiny Paříže a organizoval prohlídky staré Paříže. Aby mohl vykonávat tuto činnost, změnil si jméno, „aby nedělal ostudu kamarádům v armádě“ (pour que ses petits camarades de l'armée ne se paient pas sa tête). Přijal jméno své matky za svobodna a začal si říkal Jacques Hillairet.
Od roku 1951 vydal Jacques Hillairet na žádost vydavatele Jérôma Lindona sérii tří děl (Évocation du vieux Paris: Le Paris du Moyen Âge et de la Renaissance; Les Faubourgs; Les Villages de Paris), po kterých v roce 1956 následovaly tři svazky série Connaissance du vieux Paris. Jeho Historický slovník pařížských ulic (Dictionnaire historique des rues de Paris) je pravidelně vydáván a aktualizován a podrobně popisuje historii, památky a události v 5334 ulicích hlavního města.
Jacques Hillairet zemřel v roce 1984 a byl pohřben na hřbitově Père-Lachaise.
Stal se Důstojníkem Řádu čestné legie, v roce 1964 získal cenu Francouzské akademie Grand prix Gobert, v roce 1957 obdržel literární hlavní cenu Generální rady Seine a v roce 1978 medaili města Paříže.

## Výběr z díla
- Évocation du vieux Paris. Vieux Quartiers, vieilles rues, vieilles demeures, historique, vestiges, annales et anecdotes, 3 svazky, 1951-1954
  - Le Paris du Moyen Âge et de la Renaissance. Le Cœur de Paris
  - Les Faubourgs
  - Les Villages de Paris
- Saint-Germain l'Auxerrois, église collégiale royale et paroissiale, l'église, la paroisse, le quartier, 1955
- Le Palais du Louvre, sa vie, ses grands souvenirs historiques, 1955
- Connaissance du vieux Paris, 1956
  - Rive droite
  - Rive gauche
  - Les Îles et les Villages
- Gibets, piloris et cachots du vieux Paris, 1956
- Les 200 Cimetières du vieux Paris, 1958
- Dictionnaire historique des rues de Paris, 2 svazky, 1963
- Le Palais royal et impérial des Tuileries et son jardin, 1965
- Charonne, notre quartier, 1965
- La Rue de Richelieu, 1966
- Les Musées d'art de Paris, 1967
- L'Île Saint-Louis, rue par rue, maison par maison, 1967
- L'Île de la Cité, 1969
- La Rue Saint-Antoine, 1970
- Le Douzième Arrondissement, 1972
- Les Mazarinettes, ou les Sept Nièces de Mazarin, 1976
- La Colline de Chaillot, 1977
- Le Village d'Auteuil, 1978